# Армаје
Армаје (фр. Armaillé) насеље је и општина у западној Француској у региону Лоара, у департману Мен и Лоара која припада префектури Сегре.
По подацима из 2011. године у општини је живело 284 становника, а густина насељености је износила 16,92 становника/km². Општина се простире на површини од 16,78 km². Налази се на средњој надморској висини од 97 метара (максималној 100 m, а минималној 39 m).

## Демографија
| 1962. | 1968. | 1975. | 1982. | 1990. | 1999. | 2011. |
| ----- | ----- | ----- | ----- | ----- | ----- | ----- |
| 453   | 403   | 335   | 307   | 297   | 290   | 284   |

График промене броја становника у току последњих година